# Estádio Alberto Braglia
O Estádio Alberto Braglia é um estádio de futebol de Modena, na Italia, onde o Modena Football Club disputa os jogos como mandante.
O nome, atribuído ao estádio após a Segunda Guerra Mundial, é uma homenagem ao atleta olímpico italiano Alberto Braglia, que competiu em provas de ginástica artística.
Em 21 de novembro de 2007 o estádio recebeu, pela primeira vez, a Seleção Nacional Italiana em uma partida contra a Seleção Nacional das Ilhas Faroé, acabando 3-1 para a Itália.